# Adam Mišík

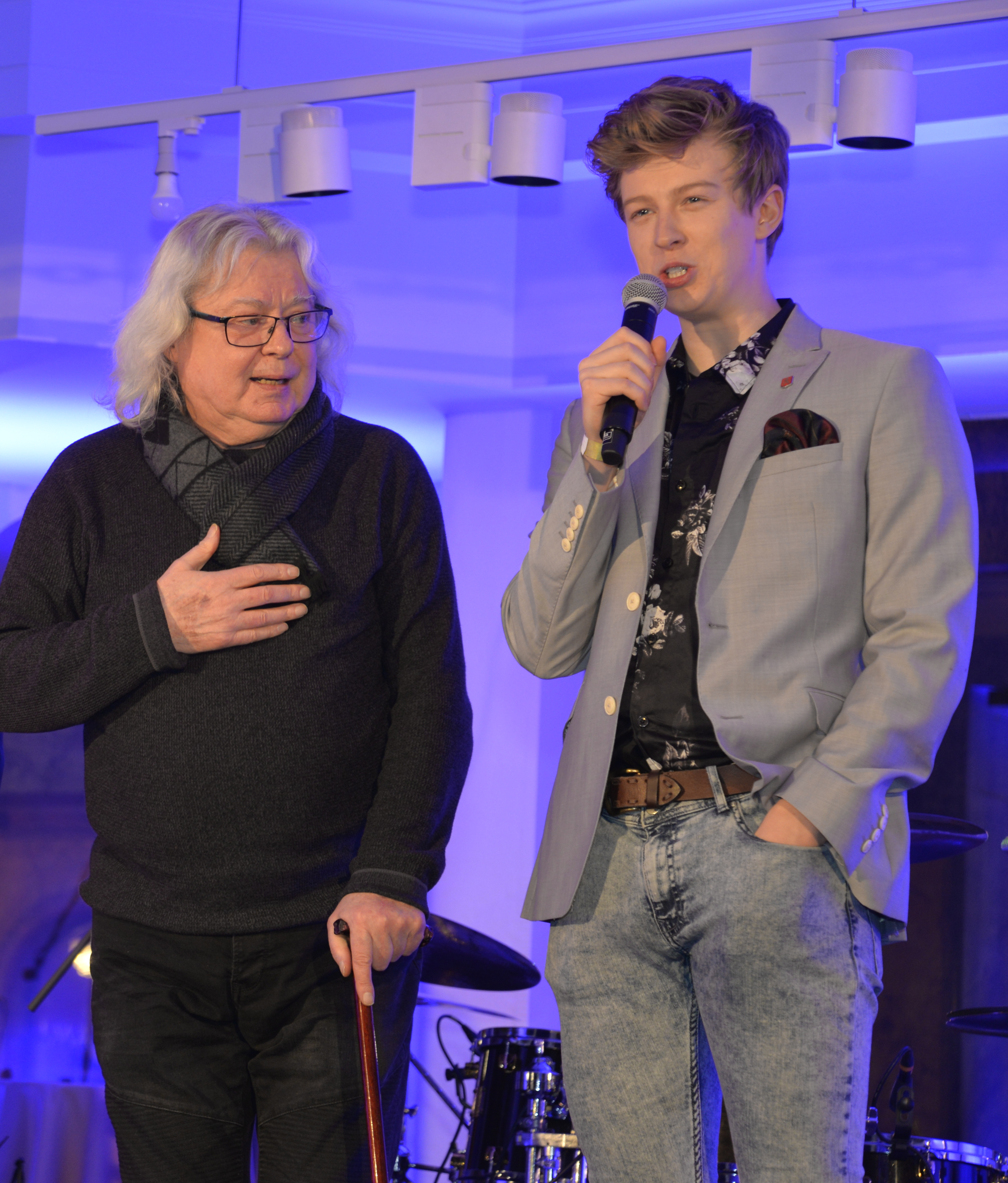
Vladimír a Adam Mišíkovi (leden 2018)

Adam Mišík (* 7. května 1997 Praha) je český zpěvák, skladatel, kytarista, herec a dabér.

## Život
Adam Mišík je mladší syn hudebníka Vladimíra Mišíka. Od dětství hraje ve filmech a televizních seriálech a také v divadelních rolích. V 7 letech poprvé účinkoval ve filmu Kráska v nesnázích režiséra Jana Hřebejka.
Jako herec se objevil na prknech Divadla Radar.
Kromě herectví se věnuje i tanci (účinkoval jako imitátor Michaela Jacksona).
Od roku 2008 zpíval v indie rockové skupině The Colorblinds (dříve BEK), s kterou vystupoval např. na festivalech Rock for People, United Islands of Prague či na velkém vzpomínkovém koncertu pro Václava Havla v pražské Lucerně. V červnu 2013 se vydal na sólovou dráhu a podepsal smlouvu na své první sólové album a píseň „Tvoje světy“, kterou poprvé představil v talkshow 7 pádů Honzy Dědka.
V anketě Český slavík Mattoni 2013 se stal objevem roku. V Hudebních cenách Óčka 2013 se stal objevem roku a na cenách Evropy 2 taktéž. Dne 7. května 2014 vydal svůj druhý videoklip Já nechci víc. Dne 13. června 2014 vydal své debutové album Parfém, které 25. října 2014 pokřtil s Debbi v Lucerna Music Baru.
V roce 2019 vydal své druhé album 2.0.
V roce 2020 natočil několik videoklipů k písním z alba a začal se svým producent Enthikem projekt Hills97, z kterého již vyšlo pár písní Máma říkala (s Benem Cristovaem), Mír, Chutnáš jako gin a Tak trochu high (se slovenskou raperkou Luisou), Ona to ví a Sober.

## Diskografie
- 2011 The Colorblinds – se skupinou The Colorblinds[9][10]
- 2013 Tvoje světy – debutový singl
- 2014 Já nechci víc – singl[11]
- 2014 Parfém – debutové album[12][13]
- 2015 Tak pojď! – singl[14]
- 2016 Na ostří nože – účast v singlu Ewy Farny[15]
- 2017 Slowmo – singl[16]
- 2018 Démoni singl
- 2018 K.O. – singl singl[16]
- 2018 V Tobě – singl[16]
- 2019 2.0 – album
- 2020 Hills97 Máma říkala,Mír,Chutnáš jako gin,Tak trochu high singly
- 2021 Ona to ví, Sober

## Filmografie

### Filmy
- 2006 Kráska v nesnázích (režie: Jan Hřebejk) – Kuba Čmolík
- 2008 Rudý baron (režie: Nikolai Müllerschön)
- 2008 U mě dobrý (režie: Jan Hřebejk) – kluk na bleším trhu
- 2008 Taková normální rodinka (režie: Patrik Hartl) – raubíř Pavel
- 2008 Fredy a Zlatovláska (televizní pohádka/muzikál, režie: Tomáš Krejčí) – Péťa
- 2008 Nebe a Vincek (televizní film, režie: Petr Zahrádka) – kluk
- 2008 Tajemství dešťového pokladu (televizní film, režie: Kryštof Hanzlík) – David Kolíbal
- 2013 Strach (krátký film, režie: Martin Krejčí) – Tomáš
- 2014 MY 2 (režie: Slobodanka Radun) – Tonyho milenec
- 2015 Andílek na nervy (režie: Juraj Šajmovič) – Tomáš[17]
- 2016 Muzikál aneb Cesty ke štěstí (režie: Slobodanka Radun)
- 2016 Ani ve snu! (režie: Petr Oukropec)
- 2017 Bajkeři (režie: Martin Kopp)

- 2020 Ženská pomsta (režie: Dušan Rapoš)
- 2022 BANGER. (režie: Adam Sedlák)
- 2025 Holka od vedle (režie: Filip Oberfalcer)

Moderace
- 2023 ESCZ 2023
- 2023 ESCZ 2024

### Televizní pořady a seriály
- 2005 Ordinace v růžové zahradě – Ondřej Beneš
- 2007 Soukromé pasti, 6. díl: Malý terorista (režie: Petr Zahrádka) – Roman Lemberk, syn Vítka (hlavní role)[18]
- 2008 Zdivočelá země, druhá řada (seriál České televize) – Vašek, syn Cassidiho
- 2009 3 plus 1 s Miroslavem Donutilem, díl Silvestr, povídka „Cizí kluk“ – kluk Kevin (titulní role)[19]
- 2009 Biblická pátrání, první řada (režie: Martin Benc)[20]
- 2010 Cukrárna (režie: Dušan Klein) – Josífek Růžička, Blážin vnuk
- 2010/11 Cesty domů – Ondra, syn Kači
- 2012 Život je ples – Kryštof, syn Táni Fialové
- 2016 Tvoje tvář má známý hlas, hudebně-zábavná show TV Nova
- 2018 První republika – Kilián Tůma
- 2018 StarDance …když hvězdy tančí (9. řada)
- 2020 Zdravotní test národa
- 2022 Svätý Max – Maxův bratr Adam
- 2023 Jedna rodina – Dominik Franěk
- 2024 Metoda Markovič: Hojer

### Dabing
- 2007 Černý krasavec
- 2007 Oslněni sluncem
- 2007 Prostě spolu
- 2008 Cesta na měsíc 3D (Fly Me to the Moon 3D) – IQ[21]
- 2008 Hancock
- 2008 Seznamte se s Davem
- 2009 Planeta 51 – EKL
- 2010 Poslední vládce větru – Aang
- 2017 Spider-Man: Homecoming – Peter Parker (Spider-Man)
- 2019 Spider-Man: Daleko od domova – Peter Parker (Spider-Man)
- 2021 Spider-Man: Bez domova – Peter Parker (Spider-Man)

## Divadlo
- Anna Karenina (2007–2008), Divadlo ABC (režie: Peter Gábor) – Serjoža[22]
- Veselé paničky windsorské (2009–2010), Letní shakespearovské slavnosti (režie: Jiří Menzel) – Robin[23]